# Лут, Оксана Николаевна

Оксана Николаевна Лут

Окса́на Никола́евна Лут (род. 25 февраля 1979, Москва) — российский государственный деятель. Министр сельского хозяйства Российской Федерации с 14 мая 2024 года.
Первый заместитель министра сельского хозяйства (30 декабря 2021 — 14 мая 2024). Заместитель министра сельского хозяйства (12 июля 2018 — 24 декабря 2021).

## Биография
Оксана Николаевна Лут родилась 25 февраля 1979 года в Москве.
В 2001 году окончила Финансовую академию при Правительстве РФ по специальности «финансы и кредит».
Карьерный путь Оксаны Лут начался в 1999 году с работы в банковских структурах.
С сентября 2000 по 4 апреля 2003 года — экономист отдела кредитных и перспективных продуктов Исполнительного секретариата рабочих органов банка, старший экономист отдела развития кредитного бизнеса дочерних банков Управления кредитования регионального бизнеса ОАО «Альфа-банк»;
С апреля 2003 по январь 2010 года — главный экономист, менеджер Управления по развитию межотраслевого корпоративного бизнеса; управляющий директор Второго управления по работе с крупными клиентами Корпоративного блока; управляющий директор Управления инвестиционных операций и услуг Инвестиционного блока; управляющий директор Третьего управления по работе с крупными клиентами Второго корпоративного блока; управляющий директор Управления организации финансирования строительных проектов Департамента строительных проектов ОАО «Банк ВТБ»;
С январь по октябрь 2010 года — начальник управления Департамента инвестиционных программ; начальник службы непрофильных активов Департамента инвестиционных проектов Государственной корпорации «Ростехнологии»;
С октября 2010 по июль 2018 года — директор Департамента организации работы с клиентами; директор Департамента развития корпоративного бизнеса; директор Департамента крупного бизнеса; заместитель Председателя Правления АО «Россельхозбанк»;
С 12 июля 2018 по 24 декабря 2021 года — заместитель министра сельского хозяйства РФ;
С 30 декабря 2021 по 14 мая 2024 года — первый заместитель министра сельского хозяйства РФ, сменив на этой должности Джамбулата Хатуова.
11 мая 2024 года Михаил Мишустин предложил кандидатуру Лут на пост министра сельского хозяйства.
14 мая 2024 года Государственная Дума Российской Федерации утвердила кандидатуру Оксаны Лут на пост министра сельского хозяйства. За — 429 депутатов, против — 0. В тот же день назначена на должность указом Владимира Путина.

## Личная жизнь
Доходы за 2018 год 56 769 146 рублей.
У нее в собственности есть пять земельных участков общей площадью 8787 м², дом (760 м²), две квартиры (140 м² и 83,2 м²), два машиноместа и автомобиль «Хонда Цивик».
Супругу Лут принадлежат три квартиры, три машиноместа, доля в квартире, также есть квартира площадью 140 м² в пользовании и четыре автомобиля — «Хонда Цивик», два «Хонда Пилот» и «Ауди А8».
Оксана Лут замужем, имеет троих детей.

## Высказывания
Про локализацию производства:
И у всех иностранцев — такое мнение: нам все равно все откроют, потому что в России ничего нет. И вот это мнение, что в России ничего нет, что Россия слаба на собственные разработки, сильно бесит. Меня — точно. Я точно не хочу, чтобы так было

Про место России на арене международной продовольственной безопасности:
У нас нет сомнений, что российские продукты питания будут покупать. В России самое главное достояние — это земля, самый большой объем земли, и второе место по запасам воды. Поэтому место России на арене международной продовольственной безопасности точно будет увеличиваться каждый год

Про основную задачу АПК России:
Объективно АПК России — это экономическое чудо, за несколько лет отрасль значительно выросла и стала ключевой для экономики. Мы кормим не только себя, но и поставляем продукцию в 160 стран. Сейчас основная задача — подготовка кадров. Надо активно привлекать в аграрную отрасль молодежь, делать так, чтобы обучение вдохновляло идти работать в отрасль

О внедрении разработок в реальный сектор экономики:
Практически по всем направлениям у нас есть собственные достойные разработки, причем как в государственных научных учреждениях, так и у частных селекционеров и генетических центров, которые в последние годы активно начали развиваться. Основная задача на сегодняшний день — тиражировать и внедрять их в реальный сектор экономики

## Мнения
По словам пресс-секретаря Председателя Правительства РФ Бориса Белякова, Лут «обладает необходимыми знаниями и компетенциями для работы на ответственном посту руководителя министерства».

Глава ассоциации «Народный фермер», сыровар Олег Сирота:
Это человек феноменальной работоспособности, прекрасно погруженный в непростые тонкости сельского хозяйства, а вместе с тем — человек очень требовательный. Но при этом все знают: она держит свое слово. Если ты её убедил, она с этим согласилась и сказала, что сделает, значит, можно быть уверенным, что действительно сделает. Мы, колхозники, это ценим. 

## Скандалы
В ноябре 2024 года Оксана Лут, давая интервью «Ведомостям», объяснила рост цен на сливочное масло ростом благосостояния россиян. После публикации этого интервью в социальной сети ВКонтакте, одна из комментаторов, мать двоих несовершеннолетних детей, написала под текстом интервью «Сжечь ведьму», за что была отправлена под домашний арест, а затем в СИЗО «по обвинению в публичных призывах к осуществлению террористической деятельности». Эти события вызвали общественный резонанс в России.

## Государственные и ведомственные награды
- Почётная грамота Президента Российской Федерации (26 октября 2015) — за заслуги в развитии финансово-банковской деятельности Российской Федерации[1]
- Медаль «За вклад в развитие Евразийского экономического союза» (29 мая 2019, Высший Евразийский экономический совет)[19]
- Медаль «10 лет Евразийскому экономическому союзу» (26 декабря 2024, Высший Евразийский экономический совет)[20]